# NGC 5995
NGC 5995 este o galaxie seyfert de tip 2⁠(d) situată în constelația Balanța. A fost descoperită în 1836 de către John Herschel. Se află la o distanță de 108,5 megaparseci de Pământ.